# Bitterkraut-Sommerwurz
Die Bitterkraut-Sommerwurz (Orobanche picridis) ist eine Pflanzenart aus der Gattung der Sommerwurzen (Orobanche) in der Familie der Sommerwurzgewächse (Orobanchaceae).

## Beschreibung und Ökologie
Die Bitterkraut-Sommerwurz ist eine ausdauernde krautige Pflanze, die Wuchshöhen von 10 bis 40 (60) Zentimetern erreicht. Es handelt sich um einen Vollschmarotzer (Holoparasiten), der auf dem Gewöhnlichen Bitterkraut (Picris hieracioides) oder kleinköpfigen Pippau (Crepis capillaris) parasitiert. Sie bildet kein eigenes Chlorophyll und betreibt keine Photosynthese.
Die Blütezeit beginnt Ende Mai und dauert bis Juli, die Fruchtstände sind bis zum Herbst zu sehen. Der unverzweigte Stängel ist gelblichbraun, oft violett überlaufen. Die Tragblätter sind länger als die Blütenkrone.
Die zwittrigen Blüten sind zygomorph mit doppelter Blütenhülle. Die Kelchhälften sind zweizähnig bis zur Mitte eingeschnitten. Die Blütenkrone ist gelblichweiß und violett geadert. Die Narbe ist rötlichviolett oder purpurfarben.
Die Chromosomenzahl beträgt 2n = 38.

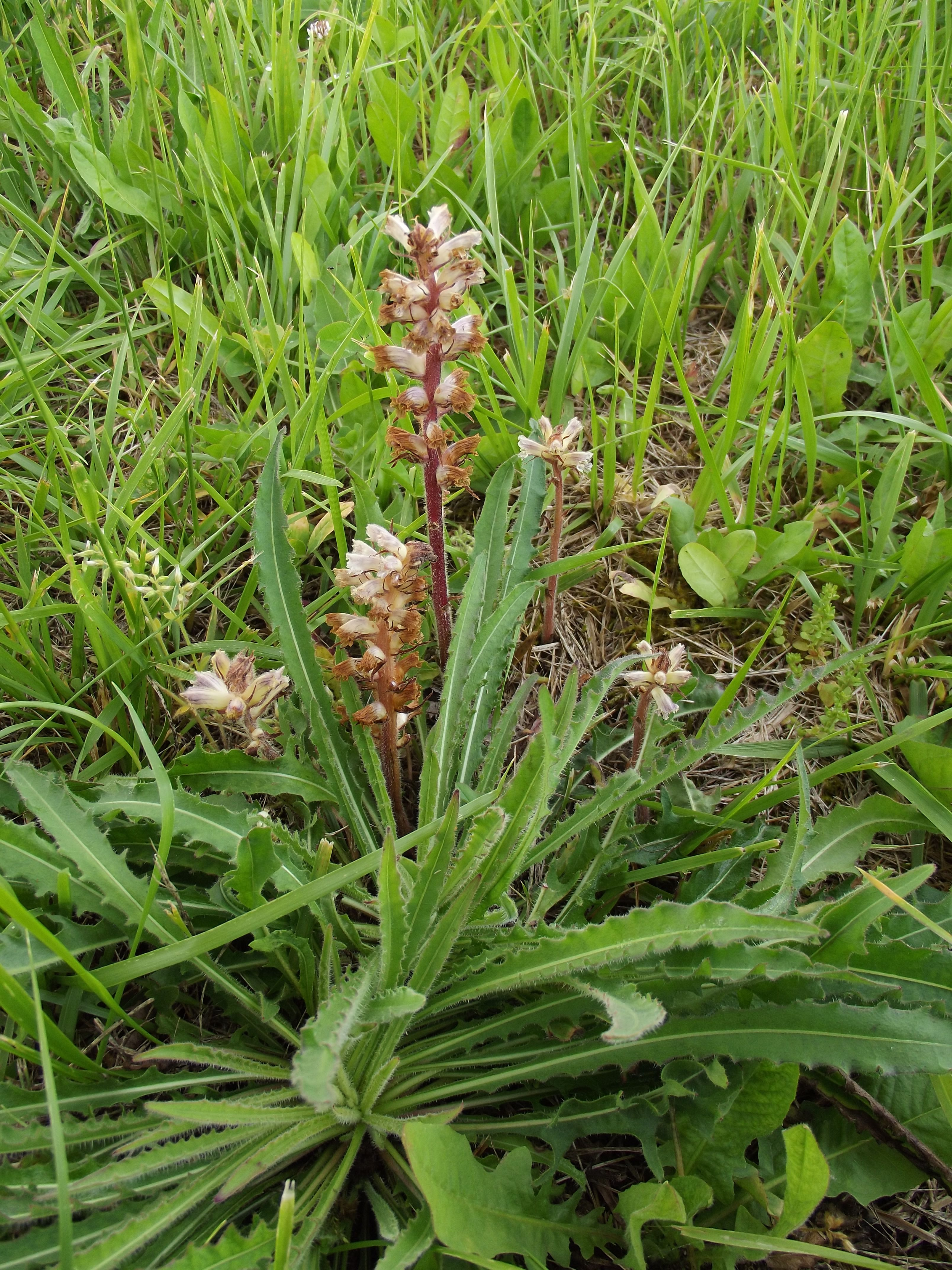
Orobanche picridis auf einem Campingplatz an der Dordogne

## Vorkommen und Gefährdung
Zum Verbreitungsgebiet dieser Art gehören Marokko, Algerien, Spanien, Portugal, Frankreich, Italien, das frühere Jugoslawien, Griechenland, Bulgarien, Rumänien, das europäische Russland, Weißrussland, die Türkei, Israel, Jordanien und der Kaukasusraum. 
Der Verbreitungsschwerpunkt der Bitterkraut-Sommerwurz ist Westeuropa. Sie gedeiht in Trockenrasen auf trockenen, kalkhaltigen und mäßig nährstoffreichen Böden, vorwiegend in grasreicher Ruderalvegetation. Sie gedeiht in Mitteleuropa in Gesellschaften der Verbände Arrhenatherion oder Dauco-Melilotion. Sie gilt in Baden-Württemberg als stark gefährdet (RL2). Die Art wurde in Nordrhein-Westfalen erstmals 2018 im Naturschutzgebiet Eskesberg, Wuppertal, nachgewiesen und hielt Einzug in die aktuelle Rote Liste NRW (Stand: 2020), wo sie mit der Kategorie „R“ – extrem selten – eingestuft wird.

## Taxonomie
Die Erstbeschreibung von Orobanche picridis erfolgte 1830 durch Friedrich Wilhelm Schultz.